# Henrik Tomasson
Henrik Tomasson, född okänt år, död på 1640-talet, var en svensk ämbetsman.

## Biografi
Henrik Tomasson var från 1630 till 1640 borgmästare i Björneborg. Han var riksdagsman vid riksdagen 1634.

### Familj
Henrik Tomasson var gift med Gertrud Simonsdotter. De fick tillsammans sonen borgmästare Gustaf Henriksson i Björneborg.